# The Return of Rock
Albums de Jerry Lee Lewis
The Greatest Live Show on Earth
(1964) Country Songs for City Folks
(1965)
The Return of Rock est un album de Jerry Lee Lewis, sorti en 1965.

## Contexte
Après Golden Hits of Jerry Lee Lewis, en 1964, The Return of Rock est le second album de Jerry Lee Lewis, produit sous le label Smash Records. Jerry Lee a beaucoup moins de succès dans les charts, depuis son mariage en 1958 avec Myra, sa cousine âgée de 13 ans : il est devenu un paria de l'industrie musicale. Il conserve toutefois des fidèles en Europe. Jerry Lee a enregistré en 1964, l'album Live at the Star Club, Hamburg, considéré par les journalistes et les critiques comme étant un album majeur de l'histoire du rock'n roll. Jerry Lee Lewis est en tournée continue depuis le scandale et sa capacité à jouer un rock and roll féroce reste intacte face malgré la baisse des ventes. Afin de retrouver son succès passé, Jerry et le producteur Shelby Singleton (en) se mettent au travail sur un nouvel album de rock and roll.

## Enregistrement
L'album présente la chanson Baby, Hold Me Close, composée par Jerry Lee Lewis et Bob Tubert. Elle est présente en face A du 45 tours avec I Believe in You, en face B. Il s'agit du seul single de l'album qui atteint la 129e place au Billboard Hot 100. Jerry Lee Lewis interprète la chanson, en 1965, en direct lors de l'émission télévisée Shindig! (en).
L'album comprend trois chansons de Chuck Berry : Maybellene, Roll Over Beethoven et Johnny B. Goode. Bien que les deux icônes du rock and roll aient été rivaux dans le passé, ils ont un respect mutuel l'un pour l'autre et Jerry Lee reviendra encore et encore à des compositions de Chuck Berry, tout au long de sa carrière. En 1987, dans le documentaire Hail! Hail! Rock 'n' Roll, Lewis déclare : « Il est le roi du rock and roll. Même ma maman l'a dit ». Jerry Lee Lewis interprète également la chanson Flip, Flop and Fly de Big Joe Turner mais aussi l'ancien succès du Blues, Corrine, Corrina (en) dans une version Boogie-woogie. Sa lecture de la chanson Sexy Ways, de Hank Ballard, est particulièrement osée pour l'époque, avec des paroles telles, « Viens chérie, maintenant, je veux que tu te mettes à genoux, une fois et que tu te secoues pour Jerry Lee Lewis, chérie - ouais ! ».

## Réception
L'album sort le 4 juin 1965 et rentre dans le Top 200, jusqu'à atteindre la 121e place. En 2014, Rick Bragg dans sa biographie sur Jerry Lee Lewis observe, « Le problème, comme toujours, était la matière, non la technique. ». Dans son livre de 2009, Joe Bonomo, tout en louant Maybellene et Sexy Ways, note que l'album est sorti « alors que Barbra Streisand , Herman's Hermits, The Supremes, Herb Alpert et les Tijuana Brass copinent avec le Billboard des albums. Le plafond commercial pailleté chutait rapidement. ».
La perception que Lewis est en décalage avec l'époque n'est pas aidée par la couverture de l' album, que Bonomo raille : « Le retour du Rock est presque fichu avant que le saphir se pose en raison d'une couverture atroce : paré d'un smoking momifié  à motifs cachemire et d'une chemise à froufrous, souriant faiblement, Jerry Lee ressemble au frère cadet malade de Liberace, tandis que quelques adolescents dansent dans une douce confusion comme s'ils avaient été téléportés de Shindig! ».

## Liste des chansons
1. I Believe in You (Frank Brunson)
2. Maybellene (Chuck Berry)
3. Flip, Flop and Fly (Chuck Calhoun/Lou Willie Turner)
4. Don't Let Go (Jesse Stone)
5. Roll Over Beethoven (Chuck Berry)
6. Herman the Hermit (R. Hardin/M. Turner)
7. Baby, Hold Me Close (Jerry Lee Lewis/Bob Tubert)
8. You Went Back on Your Word (B. Benton/B. Stevenson)
9. Corrine, Corrina (B. Chatmon/M. Parish/J. Williams)
10. Sexy Ways (Hank Ballard)
11. Johnny B. Goode (Berry)
12. Got You on My Mind (en) (H. Biggs/J. Thomas)

## Source de la traduction
- (en) Cet article est partiellement ou en totalité issu de l’article de Wikipédia en anglais intitulé « The Return of Rock » (voir la liste des auteurs).